# Pfarrkirche Waldkirchen am Wesen

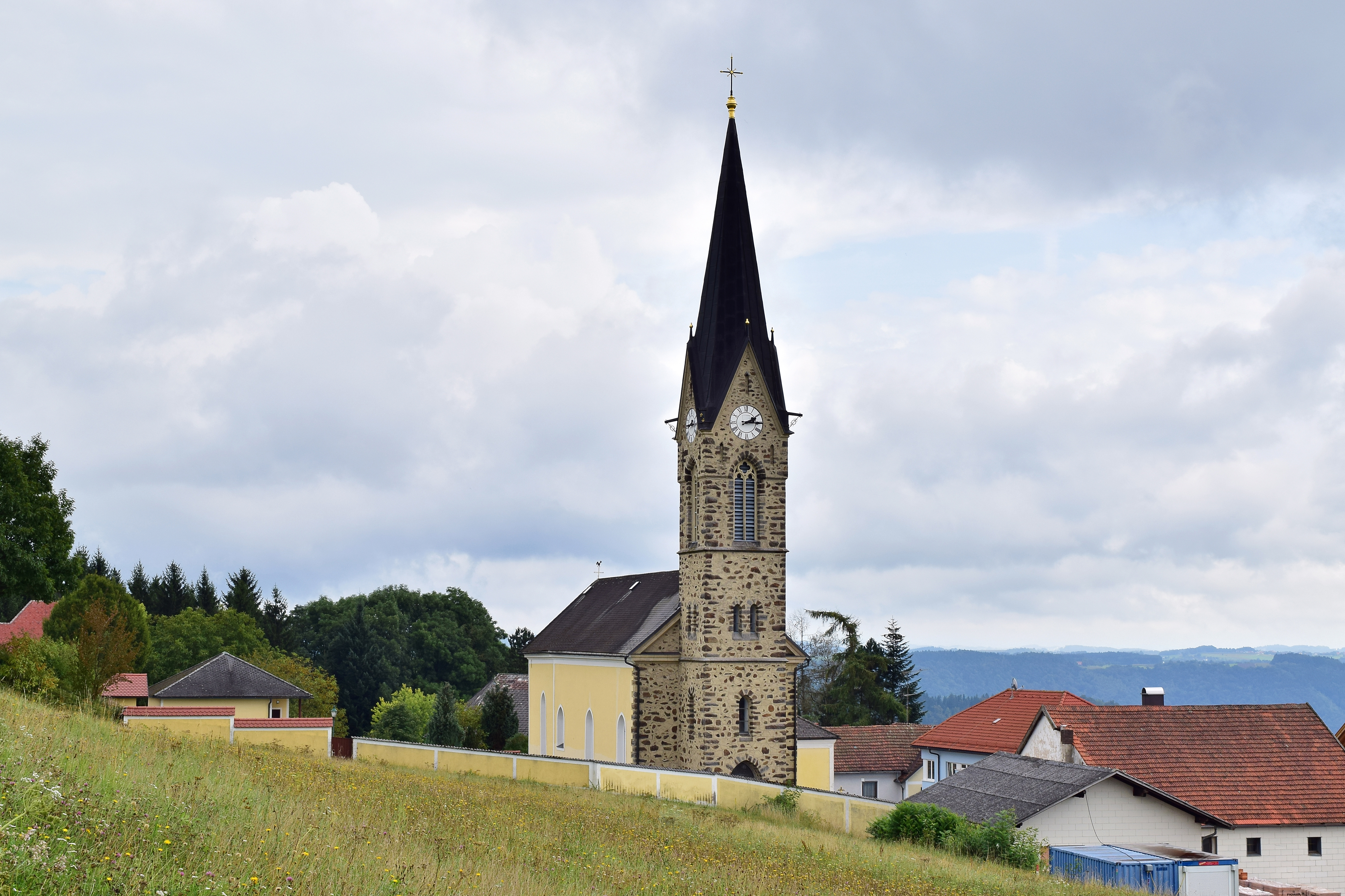
Katholische Pfarrkirche hl. Nikolaus in Waldkirchen am Wesen

Die römisch-katholische Pfarrkirche Waldkirchen am Wesen steht in der Gemeinde Waldkirchen am Wesen im Bezirk Schärding in Oberösterreich. Sie ist dem heiligen Nikolaus geweiht und gehört zum Dekanat Peuerbach in der Diözese Linz. Das Bauwerk steht unter Denkmalschutz (Listeneintrag).

## Geschichte
Die Kirche wurde 1282 erstmals urkundlich erwähnt. Die Kirche wurde im gotischen Baustil errichtet.

## Architektur
Kirchenäußeres

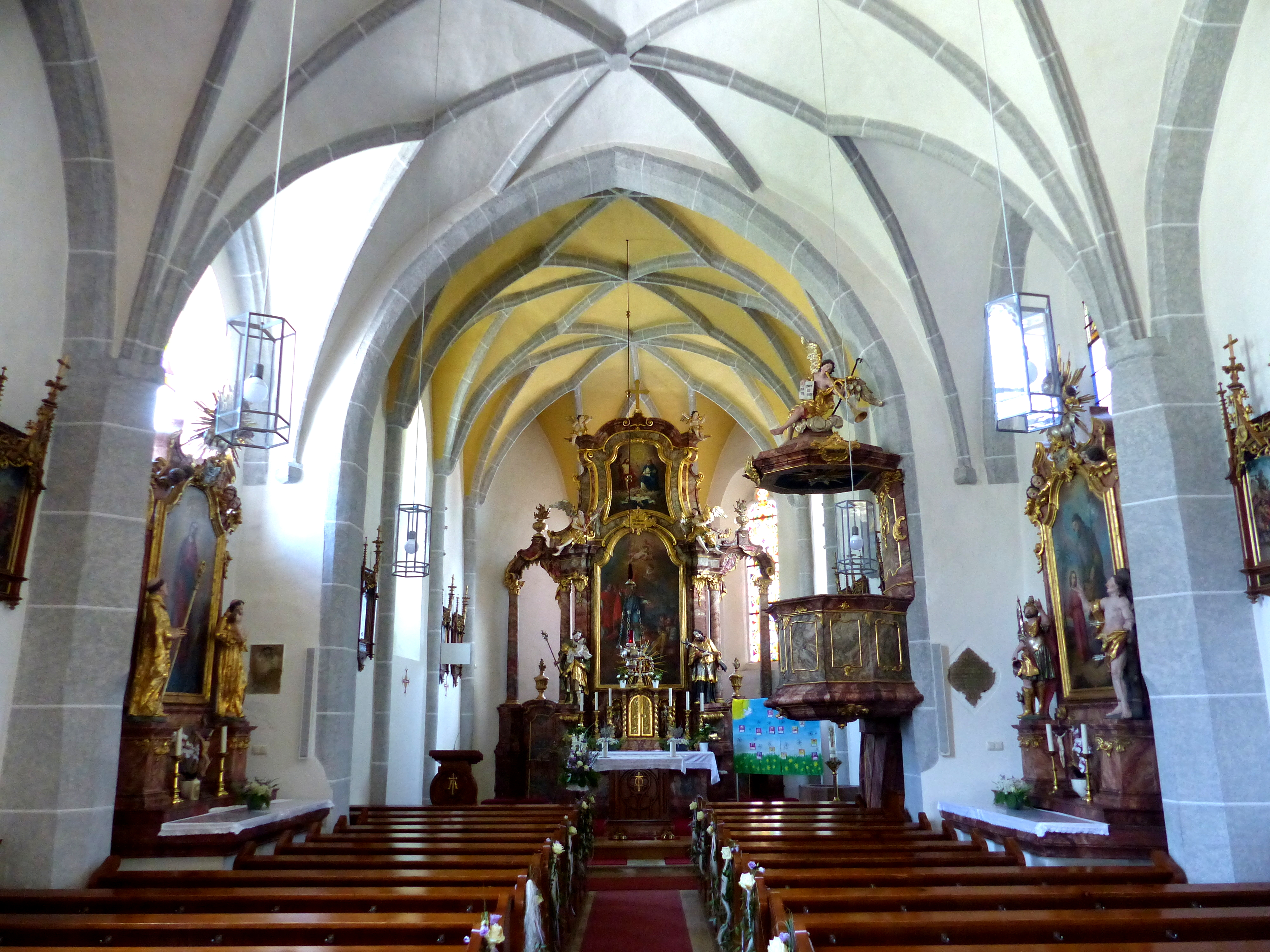
Pfarrkirche Waldkirchen am Wesen - Innenraum

Die gotische Kirche hat einen leicht eingezogenen dreijochigen Chor, der im 3/8-Schluss endet. Dem gotischen Südportal ist eine Vorhalle vorgebaut.
Kircheninneres
Der dreijochige Chor ist netzrippengewölbt, das einschiffige, fünfjochige Langhaus ebenso. Es wurde in den Jahren 1906 und 1907 um ein Schiffsjoch erweitert und ihm der Westturm mit Spitzhelm angebaut.

## Ausstattung
Der Hochaltar, die Seitenaltäre und die Kanzel wurden nach der Mitte des 18. Jahrhunderts erbaut. Das Altarbild des Hochaltares stammt von Paul Steiner aus dem dritten Viertel des 18. Jahrhunderts. Der Taufstein rechts vor dem Hochaltar ist gotisch und stammt vom Anfang des 16. Jahrhunderts. Die Wappengrabsteine sind aus dem 15. und 16. Jahrhundert.